# Mermaids (2003)
Mermaids é um filme norte-americano de 2003, realizado por Ian Barry e distribuído pela Paramount Pictures.

## Sinopse
O filme conta a história de três irmãs sereias, Diana, Vênus e Juno, que seguiram caminhos diferentes. Certo dia, seu pai tritão morre. Elas se juntam para vingar sua morte de seu pai, com a ajuda de seus poderes.

## Elenco
- Erika Heynatz - Diana
- Nikita Ager - Vênus
- Sarah Laine - Juno
- Sean Taylor - Mallick
- Daniel Frederiksen - Randy
- Jason Chong - Carlo
- Geneviève Lemon - Betty
- Brittany Byrnes - Tess
- Holly Brisley - Young Betty
- Kim Knuckey - Earl

## Personagens
- Diana: Diana é a irmã mais velha e que sempre odiou os seres humanos. Ela vai até a superfície encontrar com suas irmãs para vingar a morte do pai. Diana é a mais agressiva, forte, decidida, corajosa e a que segue estritamente as tradições das sereias. Ela tem super-força, que combina com seu Objeto de Poder, um pente que se transforma em um tridente; também pode "dar uma de Baleia Azul", que é uma espécie de Grito Super-Sônico.

- Vênus: Vênus é a irmã do meio e a mais neutra em relação as suas irmãs. Ela foi até a superfície para se divertir, mas Mallick, o dono de um bar, roubou seu Objeto de Poder, e ela acabou ficando sob controle total dele. Seu objeto de Poder é uma Tiara de Pérola, que simboliza realeza e que provavelmente não faz nada, já que ela deixara no fundo do mar. Vênus tem o poder de hipnose sobre os homens, que é uma espécie de canto; e ela também possui o poder de telecinese. Vênus é conhecida como a Sirena, pois é a sereia que encanta os homens.

- Juno: Juno é a irmã mais nova e que nunca se deu bem com Diana e nem com seu pai. É rebelde, esperta e teimosa. O Objeto de Poder de Juno é um espelho, que pode mostrar qualquer coisa em qualquer lugar, seja no passado, presente ou futuro. Ela tem o poder de comunicação com animais aquáticos, o que facilita em seu trabalho Ela pode também pode utilizar o "Canto da Baleia Azul" como sua irmã Diana. Juno estava há três anos na superfície, onde arrumou um emprego em um Parque Marinho. Lá, ela conheceu um rapaz chamado Randy, por quem está apaixonada; o problema é que ele já namora com uma mulher chamada Cynthia. Ela chegou a se revelar como sereia, mas Vênus acabou dando um "Tratamento de Sirena", hipnotizando-o e fazendo ele esquecer de tudo.